# Baranyabán
Baranyabán (horvátul Popovac, Ban) község a horvátországi Eszék-Baranya megye északi részén, a Duna és a Dráva folyók által határolt – Baranyai háromszögnek nevezett földrajzi – térségben. A középkorban Magyarország, majd az Oszmán Birodalom része volt. Az újkorban ismét Magyarország része 1918-ig. 1918 és 1941 között a Jugoszláv Királyság része. 1941 és 1944 között visszakerült Magyarországhoz, a II. világháború után megint Jugoszláviáé, majd 1991-től Horvátországé.

## Fekvése

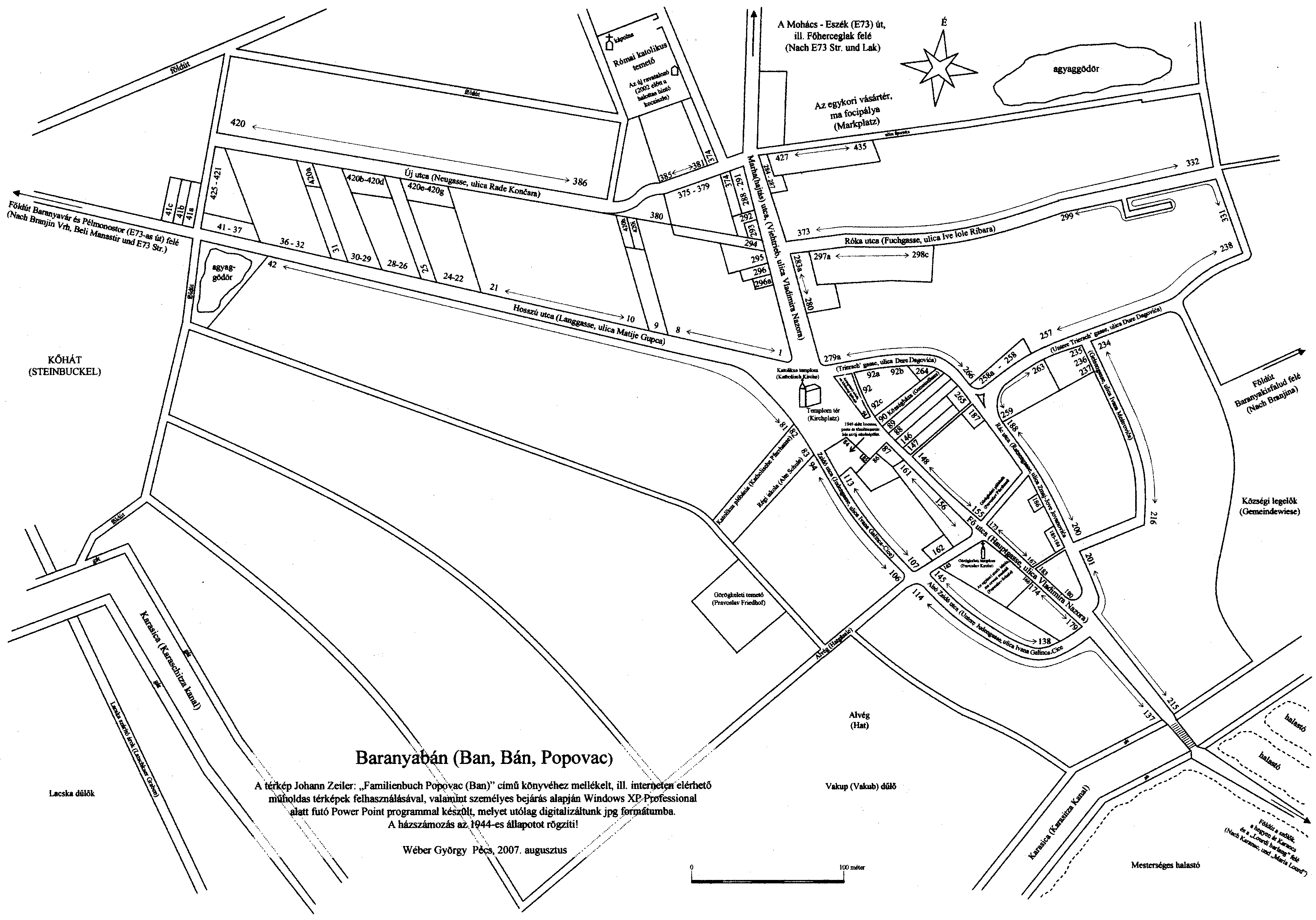
Baranyabán térképe

A Báni-hegység északi oldalának közepén, a villányi-báni hegységek között elterülő termékeny síkság déli szélén, a Karasica-patak patak mentén fekszik. „Mély fekvése folytán nem sorozható az egészséges helyek közé. Szerencsére az aranyhegyen kitűnő vörös bor terem, mely kipróbált szerül szolgál váltólázas bántalmak ellen.”

### Környező települések
Közigazgatásilag Baranyabán szomszéd községei (északról kezdve az óra járásával megegyező irányban):
Főherceglak (Kneževo), Baranyakisfalud (Branjina), Nagybodolya (Podolje), Sepse (Kotlina), Kő (Kamenac), Karancs (Karanac), Pélmonostor (Beli Manastir), Baranyavár (Branjin Vrh), Ivándárda és Sárok.

### Közlekedés
Kizárólag közúton. Bár a falu határában folyó Karasica–Albrecht csatornarendszer csónakkal (időszakosan) járható ugyan, de sem személy-, sem teheráru (élőállat, takarmány stb.) szállításra nem használható. Ennek oka a változó vízállás és a meder szűk mérete, de egyébként is a Dunát a zsilipek miatt csak átrakással lehetne elérni.
A falu elérhető légi úton is. Igaz, ezt utoljára a falu utolsó Habsburg kegyura, Albrecht herceg és polgári származású felesége, Bocskai Katalin tanítónő tette meg (hol együtt, hol olykor az asszony egyedül is) a második világháború előtt. E sorok írójának báni születésű édesapja mosolyogva emlékezett az összecsődült gyermekek nagy örömére, ha a kétfedeles repülőgép megérkezett az Eszékről bevezető út jobb oldalán lévő – a birkákkal direkt e járat fogadására karbantartott – báni rétre.

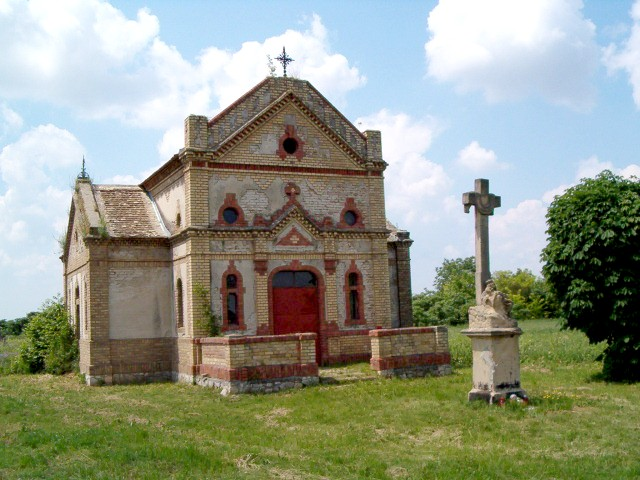
A baranyabáni temető kápolnája

A vasúti megközelíthetőség hiánya – visszaemlékezések szerint - a korabeli „dölyfös, potrohos, hasig érő meggyfaszár pipát szívó képviselőtestület és a bíró” lelkén szárad. Ugyanis a 19. század nagy magyar vasútfejlesztése idején a MÁV eredetileg Bánt, a régió legfejlettebb, vásártartási engedéllyel is bíró faluját kívánta megtenni az észak-dél és a kelet-nyugat szárnyvonalak csomópontjává. A tervek szerint a Pécs (Mohács) – Eszék vasútvonal Bántól keleti irányban kerülte volna meg a báni hegységet, míg a Sellye (Siklós) felől jövő nyomsáv a báni hegy északi oldalán haladva Bán érintésével haladt volna Kiskőszeg felé. Ám a helyi képviselők és a faluvezetésre nyomást gyakorló módos német gazdák megakadályozták ezt. Ennek oka részben a zsugoriság volt, hisz nem csak a sínek nyomvonalát sajátította volna ki az állam, de a falunak valamennyi anyagi hozzájárulást is kellett volna fizetnie. Másrészt a tudatlanság és félelem attól, hogy a füstokádó zajos vonat, mely megzavarja a háziállatokat, elriasztja a vadakat, kerülgetni kell a töltését, a száguldó vaskolosszus baleseteket okoz stb., végül csökkenti a földek értékét. 

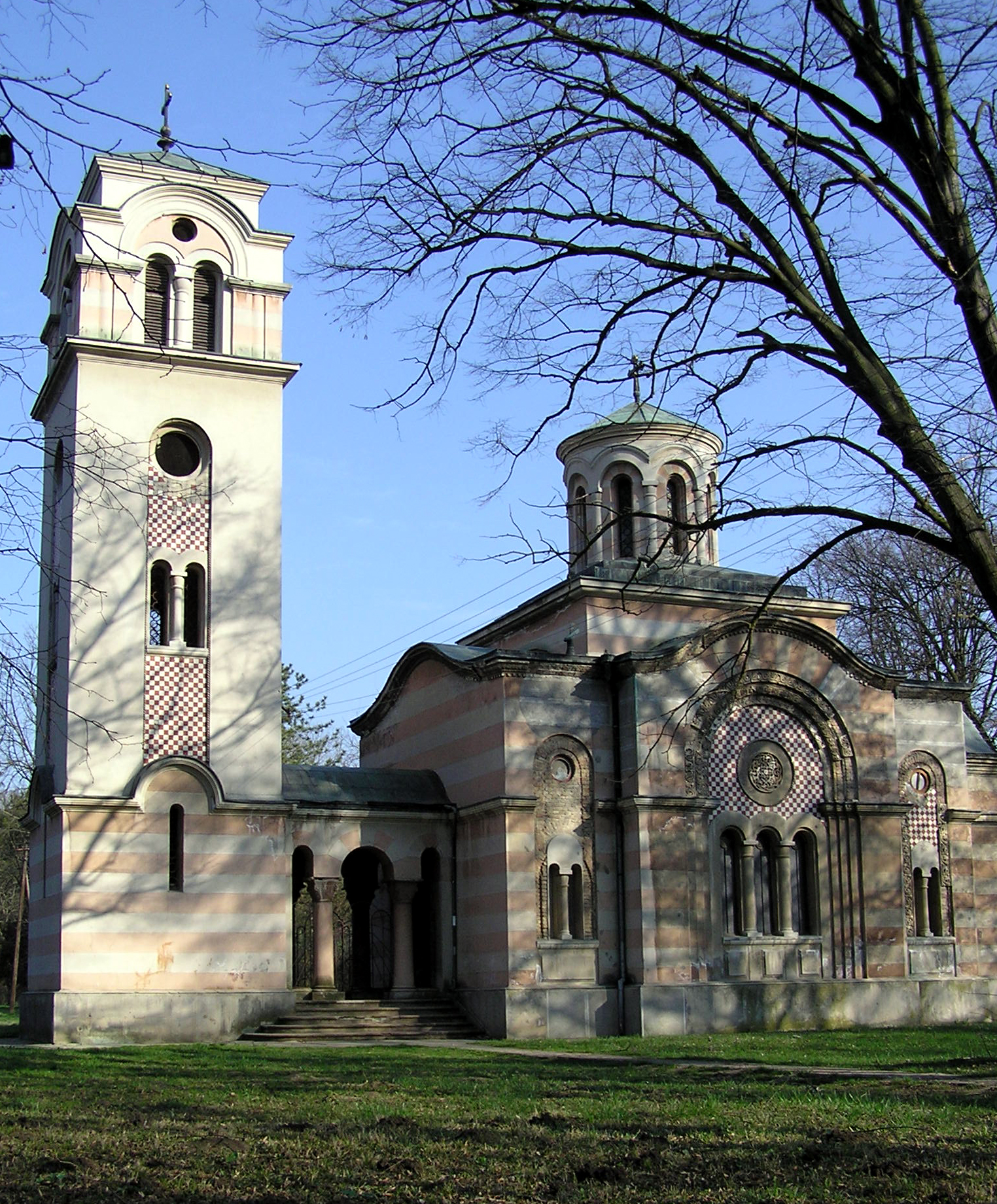
A főherceglaki kápolna

 A MÁV nem erősködött, elvezette a síneket a báni hegy alatt, és Pélmonostor lett a vasúti csomópont, s lett a „kis porfészekből” néhány év alatt egy dinamikusan fejlődő szép kisváros. A vasút megkönnyítette a mohácsi, pécsi, eszéki piacra jutást, munkahelyeket teremtett, élénkítette a kereskedelmet, közelebb hozta a városi iskolákat a gyerekeknek, messzebbről is meghozta a vásározókat, általában közelebb hozta a nagyvilágot – Pélmonostornak.
Ily módon maradt tehát a közúti utazás. Az E73 (magyar oldalon 56-os, horvát oldalon 7-es) számú Mohács-Eszék úton Magyarország felől érkezve az udvari határátkelő után kb. két kilométerrel a (még romjaiban is szép) főherceglaki ortodox kápolnánál dél felé (balra) fordulva elérhető a báni bekötőút, melyből kb. félúton balra leágazás van Baranyakisfalud felé. Másik úton elhagyni a falut – a báni hegyen át Karancs felé – már csak földúton lehet. A falu többi utcája vagy egymásba, vagy mezőgazdasági területekre vezetnek. Bán tehát zsákfalu.

## Története
A település, illetve környéke, a római hódoltság idején már lakott volt.
Árpád-kori település. Nevét 1227-ben Ban néven említette oklevél, majd 1289-ben Baanfolua néven említették.
Bán egykor Moyz nemzetségbeli Perekw, Razov és Lőrinc birtoka volt, amelyet 1215-ben kárpótlás címén kénytelenek voltak átadni Konstantin fia Jánosnak, aki a birtokot rögtön továbbadta Vék és Rékas falukkal együtt Máté fia Pálnak 156 M-ért.
1227-ig a baranyai szerviensek kétszer is megkísérelték visszaszerezni a falut Majsmonostorának, de a nádor mindannyiszor ellenük ítélt.
A tatárjárás után Szársomló vár tartozéka lett, majd Balog (Sinister) Miklós örökös nélküli halála után, 1289-ben a király vejének, Lőrinc nádor fia Keménynek adta.
A középkorban Magyarországhoz tartozott. 1526. augusztus – 1687. augusztus között az Oszmán Birodalom része volt. Az újkorban ismét a történelmi Magyarország része volt 1918-ig. 1921 szeptemberében a trianoni békeszerződés értelmében a Szerb–Horvát–Szlovén Királysághoz (melynek neve 1929-től Jugoszlávia) csatolták.
1910-ben 2555 lakosa volt. Ebből 109 magyar, 1774 német, 568 szerb, 5 horvát és 99 egyéb (legnagyobbrészt cigány) nemzetiségű. Az itt élők közül 896 fő tudott magyarul.
1941. szeptember 17. – 1944. december 31. között visszakerült Magyarországhoz. 1945. január 1. – 1991 közepéig újra Jugoszláviához tartozott. 1991 óta Horvátország része.
Megyei szinten a Magyarországhoz tartozás idején mindig Baranya vármegye, a Jugoszláviához, illetve Horvátországhoz tartozás idején Eszék-Baranya megye (Osječko-baranjska županija) települése volt. Járási szinten 1736-ig a Baranyavári és Siklósi járáshoz, utána 1918. november 13-áig a Baranyavári, Baranya szerb megszállásának idején (1918. november 13. – 1921. augusztus 31.) a Batinai, végül 1941. szeptember 17. – 1944. december 31. között a Villányi járáshoz tartozott.,

## A sváb lakosság története
A 18. században a faluba érkező sváb telepesek az ortodox templom körül élő szerbekhez csatlakozva, de tőlük elkülönülve kezdték felépíteni életterüket, valószínűleg a hátrahagyott házak, melléképületek, vagy azok anyagainak felhasználásával. A földesúri akarat – mint általában más falvakban is – a házhelyeket mértani pontossággal jelölte ki, egyenbeosztásuk ma már néprajztudományi érték. Szemben a magyarlakta falvakra jellemző halmazszerű házelrendezéssel, köztük a zegzugos utcaszerkezettel és telekhatárokkal, a német falvak – így Bán is – különös rendezettséget mutatnak. A tornácos, egyszintes, alápincézett és padlásteres, egymástól azonos távolságra épült házak egyenes utcákat építettek magukból úgy, hogy a házak tetőnyerge az utcára merőleges. A vályogból épült házak mögött húzódó szalagtelkeket a ház tengelyére merőlegesen épített gazdasági épületek (pajta, istálló, szérű stb.) kettéosztották. Miután a pajták olyan hosszúak, amilyen széles a szalagtelek, a véggel egybeépített pajták falként keretezték a falut kétoldalról. Ez elkülönülést, védelmet valamint összetartozást jelentett a faluban élőknek.
A német portákon jellemző a házzal szemben épített „Kleinhaus”, azaz a két-három helységes kisház, amelyben rendszerint az öregszülék a kisunokákkal, esetleg a háztulajdonos testvére élt családjával. A telken a melléképületek mögötti föld a „Hofstel” vagy konyhakert, melyben a szokásos konyhakerti termények mellett sorba rendezett gyümölcsfákat ültettek. Az utcák végén, illetve a Karasicához való közelsége miatt kevésbé értékes telkeken a telkek kisebbek, sokszor épp csak házhelynyiek, részben vagy egészben hiányoznak a melléképületek és a konyhakert. A telkes gazdák között az elszegényedés akkor indult meg, ha egy családfő kénytelen volt belső telkét feldarabolva szétosztani azt gyermekei között. A folyamat végén vagy telekkönyvileg is leválasztották a kisházat a telekről, vagy a konyhakert végén építettek új lakást (megfelezve ezzel a belső telket), esetleg egyre több család lakta a házat.
1852-ben megszámozták a házakat, amelyeket már 1857-ben, majd 1881-ben újra számoztak. (Johann Zeiler szerint valamikor 1941 előtt még legalább egy újrasorszámozásra sor került.) Részben csökkentette az egyre növekvő lélekszámú faluban a zsúfoltságot, ha az idős gazda a falubeli házat gyermekére hagyva felköltözött a hegyi présházba. A 20. század elejére már számos fiatal szorult családostul a valamelyest kibővített hegyi présházába!

### 1945 után
A németek kitelepítése (1945) utáni évtizedekben épült néhány téglaház kivételével a falu megtartotta a telepítéskor kialakított szerkezeti formáját. Az építkezésekhez szükséges vályogot a falu északi és nyugati szélén, valamint a katolikus temető délnyugati sarka alatt található agyagrétegből termelték ki a helybeliek. (A falubeli gyermekek örömére, ugyanis ha az ezen árkokban felgyűlt talajvíz télen befagyott, a serdületlen ifjúságnak a vég nélküli csúszkálás lehetőségét nyújtották.)
Valódi átalakulást csak az 1990-es évek vége, a jugoszláv polgárháború utáni konszolidáció hozott. Az addigra már lelakott, korszerűtlen, egészségtelen és kicsi vályogházakat nem volt érdemes, de nem is lehetett felújítással lakhatóvá tenni. Ezért a portákon a régi házak helyén egyre több új téglaház épült, de ezek a házak a telekhatártól való elhelyezkedés, méret és kivitelezés tekintetében nem mutatnak semmilyen egységet, hacsak nem tekintjük annak az elszegényedés nyomait: a vakolatlanul hagyott házakat, a romos melléképületek megtartását, a rendezetlen udvar képét stb. Ezen a helyzeten gyökeres változást csak egy gazdasági megerősödés hozhat, kétségtelen azonban, hogy amint a kezdetekkor kialakult összkép nyomai még ma is láthatók, úgy az elkövetkező – szükség, s nem terv szülte – változások képe is hosszú távon látható marad majd!

## Lakosság
A török utáni évtizedekben szerbek, horvátok, németek és magyarok lakták a települést. 1945 után (nincs hivatalos adat) zömében szerbek, néhány ki nem telepített német, vagy német származású szerb, s valószínűleg arányaiban megmaradt a falu cigánysága is. 1997 után a megmaradt szerbek mellé horvát családok települtek a faluba.
Az egyes források hol nemzetiség, vallási felekezet, etnikai hovatartozás, nem (például csak a férfiak), családok, családfők, társadalmi jogállás, háztartások, (18 év feletti) kor, adóköteles status stb. szerint csoportosítanak.
| Popovac (Bán, Baranybán) lakosságszáma a történelmi források tükrében nem, vallási felekezet és etnikai hovatartozás szerint | Popovac (Bán, Baranybán) lakosságszáma a történelmi források tükrében nem, vallási felekezet és etnikai hovatartozás szerint | Popovac (Bán, Baranybán) lakosságszáma a történelmi források tükrében nem, vallási felekezet és etnikai hovatartozás szerint | Popovac (Bán, Baranybán) lakosságszáma a történelmi források tükrében nem, vallási felekezet és etnikai hovatartozás szerint | Popovac (Bán, Baranybán) lakosságszáma a történelmi források tükrében nem, vallási felekezet és etnikai hovatartozás szerint | Popovac (Bán, Baranybán) lakosságszáma a történelmi források tükrében nem, vallási felekezet és etnikai hovatartozás szerint | Popovac (Bán, Baranybán) lakosságszáma a történelmi források tükrében nem, vallási felekezet és etnikai hovatartozás szerint | Popovac (Bán, Baranybán) lakosságszáma a történelmi források tükrében nem, vallási felekezet és etnikai hovatartozás szerint | Popovac (Bán, Baranybán) lakosságszáma a történelmi források tükrében nem, vallási felekezet és etnikai hovatartozás szerint | Popovac (Bán, Baranybán) lakosságszáma a történelmi források tükrében nem, vallási felekezet és etnikai hovatartozás szerint | Popovac (Bán, Baranybán) lakosságszáma a történelmi források tükrében nem, vallási felekezet és etnikai hovatartozás szerint | Popovac (Bán, Baranybán) lakosságszáma a történelmi források tükrében nem, vallási felekezet és etnikai hovatartozás szerint | Popovac (Bán, Baranybán) lakosságszáma a történelmi források tükrében nem, vallási felekezet és etnikai hovatartozás szerint | Popovac (Bán, Baranybán) lakosságszáma a történelmi források tükrében nem, vallási felekezet és etnikai hovatartozás szerint | Popovac (Bán, Baranybán) lakosságszáma a történelmi források tükrében nem, vallási felekezet és etnikai hovatartozás szerint | Popovac (Bán, Baranybán) lakosságszáma a történelmi források tükrében nem, vallási felekezet és etnikai hovatartozás szerint | Popovac (Bán, Baranybán) lakosságszáma a történelmi források tükrében nem, vallási felekezet és etnikai hovatartozás szerint |
| Időpont | Nemek szerint | Nemek szerint | Vallási felekezet szerint | Vallási felekezet szerint | Vallási felekezet szerint | Vallási felekezet szerint | Vallási felekezet szerint | Vallási felekezet szerint | Nemzetiségi hovatartozás szerint                                                                                             | Nemzetiségi hovatartozás szerint                                                                                             | Nemzetiségi hovatartozás szerint                                                                                             | Nemzetiségi hovatartozás szerint                                                                                             | Nemzetiségi hovatartozás szerint                                                                                             | Nemzetiségi hovatartozás szerint                                                                                             | Nemzetiségi hovatartozás szerint                                                                                             | Összesen |
| Időpont | férfi | nő | római katolikus | ortodox | izraelita | protestáns | protestáns | egyéb | német | szerb | horvát | szerb–horvát | magyar | cigány | egyéb | Összesen |
| Időpont | férfi | nő | római katolikus | ortodox | izraelita | református | ágostai | egyéb | német | szerb | horvát | szerb–horvát | magyar | cigány | egyéb | Összesen |
| --- | --- | --- | --- | --- | --- | --- | --- | --- | --- | --- | --- | --- | --- | --- | --- | --- |
| 1715 | N/A | N/A | N/A | N/A | N/A | N/A | N/A | N/A | N/A | N/A | N/A | 34 | 8 | N/A | N/A | 42 |
| 1720 | N/A | N/A | N/A | N/A | N/A | N/A | N/A | N/A | N/A | N/A | N/A | 28 | 9 | N/A | N/A | 37 |
| 1759 | N/A | N/A | N/A | N/A | N/A | N/A | N/A | N/A | N/A | 16 | 227 | N/A | N/A | N/A | N/A | N/A |
| 1765 | N/A | N/A | N/A | N/A | N/A | N/A | N/A | N/A | 95 | N/A | N/A | N/A | N/A | N/A | N/A | N/A |
| 1767 | N/A | N/A | N/A | N/A | N/A | N/A | N/A | N/A | 260 | N/A | N/A | N/A | N/A | N/A | N/A | N/A |
| 1775 | N/A | N/A | N/A | N/A | N/A | N/A | N/A | N/A | N/A | N/A | N/A | N/A | N/A | 2 | N/A | N/A |
| 1779 | N/A | N/A | N/A | N/A | N/A | N/A | N/A | N/A | N/A | N/A | N/A | N/A | N/A | 7 | N/A | kb. 750 |
| 1820 | N/A | N/A | 1084 | 507 | 7 | 3 | N/A | N/A | N/A | N/A | N/A | N/A | N/A | N/A | N/A | 1601 |
| 1821 | N/A | N/A | 1048 | 416 | 9 | 4 | N/A | N/A | N/A | N/A | N/A | N/A | N/A | N/A | N/A | 1477 |
| 1822 | N/A | N/A | 1047 | 417 | 7 | 3 | 3 | N/A | N/A | N/A | N/A | N/A | N/A | N/A | N/A | 1477 |
| 1823 | N/A | N/A | 1047 | 417 | 7 | 3 | 3 | N/A | N/A | N/A | N/A | N/A | N/A | N/A | N/A | 1477 |
| 1824 | N/A | N/A | 1123 | 520 | 7 | 7 | 1 | N/A | N/A | N/A | N/A | N/A | N/A | N/A | N/A | 1658 |
| 1825 | N/A | N/A | 1179 | 691 | 8 | 13 | 3 | N/A | N/A | N/A | N/A | N/A | N/A | N/A | N/A | 1894 |
| 1826 | N/A | N/A | 1130 | 702 | 4 | 6 | 4 | N/A | N/A | N/A | N/A | N/A | N/A | N/A | N/A | 1846 |
| 1827 | N/A | N/A | 1401 | 519 | 3 | 7 | 2 | N/A | N/A | N/A | N/A | N/A | N/A | N/A | N/A | 1932 |
| 1828 | N/A | N/A | 1160 | 502 | 12 | 2 | 2 | N/A | N/A | N/A | N/A | N/A | N/A | N/A | N/A | 1678 |
| 1828 | N/A | N/A | N/A | N/A | N/A | N/A | N/A | N/A | 168 | N/A | N/A | N/A | N/A | N/A | N/A | 262 |
| 1832 | N/A | N/A | 1074 | N/A | N/A | N/A | N/A | N/A | N/A | N/A | N/A | N/A | N/A | N/A | N/A | N/A |
| 1834 | N/A | N/A | N/A | N/A | N/A | N/A | N/A | N/A | N/A | N/A | N/A | N/A | N/A | N/A | N/A | 2283 |
| 1840 | N/A | N/A | 1181 | 686 | 8 | 2 | 14 | N/A | N/A | N/A | N/A | N/A | N/A | N/A | N/A | 1891 |
| 1842 | N/A | N/A | 1227 | 751 | 9 | 2 | 2 | N/A | N/A | N/A | N/A | N/A | N/A | N/A | N/A | 1991 |
| 1843 | N/A | N/A | 1227 | 751 | 9 | 2 | 2 | 139 | N/A | N/A | N/A | N/A | N/A | N/A | N/A | 2130 |
| 1844 | N/A | N/A | 1286 | 715 | 9 | 4 | 5 | N/A | N/A | N/A | N/A | N/A | N/A | N/A | N/A | 2019 |
| 1850 | N/A | N/A | 1176 | 700 | 9 | 1 | 4 | N/A | N/A | N/A | N/A | N/A | N/A | N/A | N/A | 1176 |
| 1852 | N/A | N/A | 1220 | 662 | 13 | 1 | 3 | N/A | N/A | N/A | N/A | N/A | N/A | N/A | N/A | 1899 |
| 1853 | N/A | N/A | 1236 | 675 | 11 | 8 | 4 | N/A | N/A | N/A | N/A | N/A | N/A | N/A | N/A | 1934 |
| 1855 | N/A | N/A | 1200 | 688 | 8 | 1 | 2 | N/A | N/A | N/A | N/A | N/A | N/A | N/A | N/A | 1899 |
| 1857 | N/A | N/A | 1196 | 683 | 9 | 1 | 2 | N/A | N/A | N/A | N/A | N/A | N/A | N/A | N/A | 1891 |
| 1858 | N/A | N/A | 1291 | 680 | 10 | 1 | 2 | N/A | N/A | N/A | N/A | N/A | N/A | N/A | N/A | 1984 |
| 1859 | N/A | N/A | 1301 | 683 | 9 | 1 | 2 | N/A | N/A | N/A | N/A | N/A | N/A | N/A | N/A | 1996 |
| 1860 | N/A | N/A | 1331 | 689 | 9 | 1 | 2 | N/A | N/A | N/A | N/A | N/A | N/A | N/A | N/A | 2032 |
| 1861 | N/A | N/A | 1321 | 682 | 2 | 1 | 2 | N/A | N/A | N/A | N/A | N/A | N/A | N/A | N/A | 2008 |
| 1862 | N/A | N/A | 1316 | 673 | 15 | 1 | 2 | N/A | N/A | N/A | N/A | N/A | N/A | N/A | N/A | 2007 |
| 1863 | N/A | N/A | 1320 | 675 | 15 | 1 | 2 | N/A | N/A | N/A | N/A | N/A | N/A | N/A | N/A | 2013 |
| 1864 | N/A | N/A | 1340 | 681 | 16 | 1 | 2 | N/A | N/A | N/A | N/A | N/A | N/A | N/A | N/A | 2040 |
| 1865 | N/A | N/A | 1355 | 686 | 20 | 1 | 2 | N/A | N/A | N/A | N/A | N/A | N/A | N/A | N/A | 2064 |
| 1866 | N/A | N/A | 1385 | 690 | 20 | 1 | 2 | N/A | N/A | N/A | N/A | N/A | N/A | N/A | N/A | 2098 |
| 1867 | N/A | N/A | 1400 | 623 | 12 | 0 | 1 | N/A | N/A | N/A | N/A | N/A | N/A | N/A | N/A | 2036 |
| 1872 | N/A | N/A | 1425 | 630 | 14 | 0 | 3 | N/A | N/A | N/A | N/A | N/A | N/A | N/A | N/A | 2072 |
| 1874 | N/A | N/A | 1484 | 750 | 23 | 2 | 3 | N/A | N/A | N/A | N/A | N/A | N/A | N/A | N/A | 2262 |
| 1875 | N/A | N/A | 1484 | 750 | 23 | 2 | 3 | N/A | N/A | N/A | N/A | N/A | N/A | N/A | N/A | 2262 |
| 1877 | N/A | N/A | 1484 | 750 | 23 | 2 | 3 | N/A | N/A | N/A | N/A | N/A | N/A | N/A | N/A | 2262 |
| 1877 | N/A | N/A | 1641 | 576 | 18 | 8 | 4 | N/A | N/A | N/A | N/A | N/A | N/A | N/A | N/A | 2247 |
| 1878 | N/A | N/A | N/A | N/A | N/A | N/A | N/A | N/A | 1557 | N/A | N/A | N/A | N/A | N/A | N/A | N/A |
| 1878 | N/A | N/A | 1484 | 750 | 23 | 2 | 3 | N/A | N/A | N/A | N/A | N/A | N/A | N/A | N/A | 2262 |
| 1880 | N/A | N/A | N/A | N/A | N/A | N/A | N/A | N/A | 1495 | N/A | N/A | 676 | 77 | N/A | N/A | 2248 |
| 1880. december 31. | 1085 | 1166 | 1648 | 573 | 18 | 12 | 12 | N/A | N/A | N/A | N/A | N/A | N/A | N/A | N/A | 2251 |
| 1881 | N/A | N/A | 1621 | 750 | 23 | 2 | 2 | N/A | N/A | N/A | N/A | N/A | N/A | N/A | N/A | 2399 |
| 1883 | N/A | N/A | 1648 | 573 | 18 | 8 | 4 | N/A | N/A | N/A | N/A | N/A | N/A | N/A | N/A | 2251 |
| 1885 | N/A | N/A | 1648 | 573 | 18 | 8 | 4 | N/A | N/A | N/A | N/A | N/A | N/A | N/A | N/A | 2251 |
| 1887 | N/A | N/A | 1822 | 573 | 12 | 8 | 4 | N/A | N/A | N/A | N/A | N/A | N/A | N/A | N/A | 2419 |
| 1889 | N/A | N/A | 1922 | 573 | 12 | 8 | 4 | N/A | N/A | N/A | N/A | N/A | N/A | N/A | N/A | 2519 |
| 1890 | N/A | N/A | N/A | N/A | N/A | N/A | N/A | N/A | 1765 | N/A | N/A | 720 | 99 | N/A | N/A | 2584 |
| 1891 | N/A | N/A | 1994 | 573 | 12 | 8 | 4 | N/A | N/A | N/A | N/A | N/A | N/A | N/A | N/A | 2591 |
| 1893 | N/A | N/A | 2045 | 573 | 24 | 2 | 2 | N/A | N/A | N/A | N/A | N/A | N/A | N/A | N/A | 2646 |
| 1895 | N/A | N/A | 2070 | 550 | 24 | 2 | 1 | N/A | N/A | N/A | N/A | N/A | N/A | N/A | N/A | 2647 |
| 1898 | N/A | N/A | 2124 | 550 | 24 | 2 | 1 | N/A | N/A | N/A | N/A | N/A | N/A | N/A | N/A | 2701 |
| 1900 | N/A | N/A | N/A | N/A | N/A | N/A | N/A | N/A | 1665 | N/A | N/A | 665 | 119 | N/A | N/A | 2449 |
| 1900 | N/A | N/A | 2280 | 550 | 25 | 2 | 1 | N/A | N/A | N/A | N/A | N/A | N/A | N/A | N/A | 2857 |
| 1901 | N/A | N/A | 2315 | 550 | 24 | 0 | 0 | N/A | N/A | N/A | N/A | N/A | N/A | N/A | N/A | 2889 |
| 1903 | N/A | N/A | 2010 | 616 | 28 | 2 | 1 | N/A | N/A | N/A | N/A | N/A | N/A | N/A | N/A | 2657 |
| 1906 | N/A | N/A | 1870 | 660 | 28 | 14 | 2 | 0 | N/A | N/A | N/A | N/A | N/A | N/A | N/A | 2574 |
| 1908 | N/A | N/A | 1900 | 665 | 27 | 13 | 2 | 0 | N/A | N/A | N/A | N/A | N/A | N/A | N/A | 2607 |
| 1910 | N/A | N/A | N/A | N/A | N/A | N/A | N/A | N/A | 1774 | N/A | N/A | 671 | 109 | N/A | N/A | 2554 |
| 1910 | N/A | N/A | 1903 | 617 | 20 | N/A | N/A | N/A | 1774 | 568 | N/A | N/A | 109 | N/A | N/A | 2555 |
| 1910 | 1254 | 1301 | 1903 | 679 | 18 | 10 | 4 | 2 | 1774 | 568 | 5 | N/A | 109 | N/A | 99 | 2555 |
| 1914 | N/A | N/A | 1836 | 679 | 18 | 10 | 4 | N/A | N/A | N/A | N/A | N/A | N/A | N/A | N/A | 2547 |
| 1919 | N/A | N/A | N/A | N/A | N/A | N/A | N/A | N/A | 1735 | N/A | N/A | 498 | 25 | N/A | N/A | 2258 |
| 1921 | N/A | N/A | N/A | N/A | N/A | N/A | N/A | N/A | 1789 | N/A | N/A | 688 | N/A | N/A | N/A | 2477 |
| 1931 | N/A | N/A | N/A | N/A | N/A | N/A | N/A | N/A | 1748 | N/A | N/A | N/A | N/A | N/A | N/A | 2666 |
| 1941 | N/A | N/A | N/A | N/A | N/A | N/A | N/A | N/A | 1845 | N/A | N/A | N/A | N/A | N/A | N/A | 2519 |
| 1943 | N/A | N/A | N/A | N/A | N/A | N/A | N/A | N/A | 1700 | N/A | N/A | N/A | N/A | N/A | N/A | N/A |
| 1943 | N/A | N/A | 1700 | 650 | 4 | 3 | 5 | N/A | N/A | N/A | N/A | N/A | N/A | N/A | N/A | 2362 |
| 1944 | N/A | N/A | N/A | N/A | N/A | N/A | N/A | N/A | 1917 | N/A | N/A | N/A | N/A | N/A | N/A | N/A |
| 2001 | N/A | N/A | N/A | N/A | N/A | N/A | N/A | N/A | N/A | N/A | N/A | N/A | N/A | N/A | N/A | 2427 |
| Az „Összesen” rovat dőlt betűs adatai utólagos összeadások, az eredeti dokumentum nem tartalmazza az összegzést! Feltűnő – és a feltételezett migráció sem magyarázza – más adatforrásoknak a sematizmusok adataitól való eltérése! A sematizmusok egymást követő éveinek adat-azonossága felveti az adat validitásának kérdését! (Lásd például az 1874–1878-as évek adatait, vagy általában a nem római katolikus felekezetek adatváltozásait! ) Az 1715-ös felmérésben a 42 jobbágyháztartásból 8 magyar nevű, 34 szerb–horvát nevű. Az 1720-as felmérésben 28 jobbágy-, és 9 zsellérháztatrtás szerepel, melyből 9 magyar nevű, 28 pedig szerb–horvát nevű. Az 1828 adat forrása Johann Zeiler szerint a „N37 Conscriptio Regnicolaris – Possessionis Baan – 1828. Nr.26. Baranya Com. No.7.” (37-es számú Királyi Birtoklista Bánból 1828-ban) adólista, mely 262 adóköteles személyt (családot) sorol fel, köztük 168 németet. Az 1881-es sematizmus római katolikus lakosság száma az iskolai adatok összesítésénél (XIII. oldal) 1624 fő! Az 1910-es felmérésben a falu lakossága életkor, családi állapot és a lakóházak állapota szerinti bontásban is olvasható. A teljes lakosságból 3 fő külföldi, 3 fő külföldön tartózkodott a felmérés idején, 2554 fő polgári, 1 fő katonai személy, magyarul tudott 896 fő, írni-olvasni tudott 1673 fő. | | | | | | | | | | | | | | | | |

## Kultúra

### Iskola és oktatás
Az iratok már 1757-ben említést tesznek – név nélkül – egy tanítóról.
Mária Terézia uralkodása második felére jellemző felvilágosult abszolutizmus jegyeit viselő rendeleteinek egyike volt – az 1767. évi úrbérrendezés mellett – az 1777-ben kiadott Ratio Educationis című rendelete. Ebben egységes iskolarendszer megteremtését szorgalmazta, egyben csökkenteni igyekezett az iskolarendszerű tanításban az egyház befolyását. Bár a Baranya háromszög falvaiban 1945-ig még az I. világháborút követő iskola-államosítások után is domináns maradt a felekezeti oktatás, e rendelet következményeként ebben az időben a (pécsi) püspök elrendelte, hogy Bánban is iskolát kell építeni, és egy segédtanítót is alkalmazni, aki tud magyarul. Így Bánnak – a régióban az elsők között – 1798-ban már volt egy tanítói lakószobája és egy terme a gyerekek oktatására. Ez az épület a katolikus plébánia mellett – többszörösen felújítva – ma is megvan. Igaz, Salamon József királyi tanfelügyelő 1874-es áttekintő jelentése az elemi iskolákról nem fest rózsás képet (túlzsúfoltság, alacsony épületek, omladozó falak, elégtelen felszerelés, ablaktalanság, világítási-fűtési elégtelenség, rossz közegészségügyi állapotok, általában az 1868. évi XXXVIII. törvény követelményeitől eltérő helyzet) a dél-baranyai iskolákról, köztük Bánéról sem, mert nem említi a jó példáknak számító kivételek között. Ugyanakkor Schulcz Imre tanár 1893-ban a „Tanügyi körképek” című, a Pécsi Közlönyben megjelent írásában beszámol Bánról mint jó példáról, hogy „…láttam fölszerelést ott is, hol a község keveset tesz, de a tanító ember a talpán és szívén hordja a tanügyet.” Ez a vélemény vélhetőleg Möhler Antal és Faller Mátyás tanítók lelkiismeretes munkáját dicséri.
Az 1829-es püspöki vizitáció (Szepesy Ignác – szobra Pécsett a Sétatéren, a Székesegyház előtt áll – kinevezését követő évi, bemutatkozó és ismerkedési szándékú Canonica Visitatiojáról Egyházlátogatási Jegyzőkönyv született) alkalmával a tanító azt a kívánságát nyilvánította ki, hogy a szülők ne csak télen, de nyáron is küldjék gyermekeiket iskolába. Egyúttal panaszkodott az iskolaépület rossz állapotára, melyet aztán fel is újítottak. Az írások említik, hogy ez időben a 217 iskolaköteles gyermek közül a tanítónak 126 tanulója volt, „mivel akkor még nem volt iskolalátogatási kötelezettség.”
1878-ban „új tantermet építettek, vagy a meglévőt bővítették” Ez utóbbi történt 1887-ben az egyházközség 10 000 Ft költséggel új iskolát építtetett. Ez az épület a katolikus templomtól keletre épült fel, ma már nem áll.
Az első világháború után az iskolákat államosították, s megosztották elemi és magasabb népiskolára
Az oktatás nyelve 1883-ig magyar, 1884-től 1920-ig magyar és német, 1920 után szerb–horvát. Egy személyes visszaemlékezés szerint az 1930-as években a diákok elsőben megtanulták a német gót betűs írást és olvasást, másodikban a cirill betűs írás-olvasást, harmadikban pedig a latin betűs német írást-olvasást. Ekkor – s azóta sem – magyar nyelven nem folyt tanítás.A második világháború idején, a magyar közigazgatás alatt volt magyar oktatás Halász Gabriella tanítónő révén. 
A második világháború után (valószínűleg az 1980-as években) a kommunista vezetésnek sikerült pénzt szereznie egy új, emeletes, modern tágas iskola építésére, ekkor lebontották az egyébként masszív és jó állapotban lévő, 1887-ben épült vályogfalas iskolát. Az új épület a Templom tér déli részére, az egykori kocsma, posta és tűzoltószertár valamint a római katolikus templom között épült fel.
| Popovac (Bán, Baranyabán) tanítói és segédtanítói működési idejük sorrendjében | Popovac (Bán, Baranyabán) tanítói és segédtanítói működési idejük sorrendjében | Popovac (Bán, Baranyabán) tanítói és segédtanítói működési idejük sorrendjében |
| Név | Működési idő                                                                   | Titulus                                                                        |
| --- | ------------------------------------------------------------------------------ | ------------------------------------------------------------------------------ |
| Hirnigl Pál | 1782                                                                           | t.                                                                             |
| Müller András | 1810                                                                           | t.                                                                             |
| Schlosser Ádám (*1768 Rácmecske, +1851. december 23. Bán) | 1829–1842                                                                      | t.                                                                             |
| Metzing (Meczing) József | 1840–1858                                                                      | st., t.                                                                        |
| Trecsik Péter | 1842                                                                           | st.                                                                            |
| Schellenberger Mátyás | 1845–1849                                                                      | t.                                                                             |
| Gerstner Bálint | 1848–1850                                                                      | st.                                                                            |
| Metzing Edvárd | 1853                                                                           | st.                                                                            |
| Möhler Antal (*1838 Vörösmart) | 1859–1878                                                                      | t.                                                                             |
| Hübner Ádám | 1859–1860                                                                      | st.                                                                            |
| Müller Kristóf | 1861                                                                           | st.                                                                            |
| Heyd János | 1862                                                                           | st.                                                                            |
| Baumann János | 1864                                                                           | st.                                                                            |
| Faller (Fallier) János | 1875 és 1877                                                                   | st.                                                                            |
| Jung (Juhász) Ferenc | 1875–1877                                                                      | st.                                                                            |
| Hirtenleiter (Hirtenreiter) Mihály | 1878                                                                           | st.                                                                            |
| Mayer József (*1848) [1868] | 1881–1914                                                                      | t., kt., ig.                                                                   |
| Farkas János | 1862                                                                           | st.                                                                            |
| Münz Vilmos | 1883                                                                           | st.                                                                            |
| Münster Vilmos | 1885–1887                                                                      | st.                                                                            |
| Faller Mátyás (*1855) [1874] | 1889–1908                                                                      | st., t., tk.                                                                   |
| Kiss Vilmos | 1889                                                                           | st.                                                                            |
| Petz Károly | 1891–1893                                                                      | st.                                                                            |
| Turcsin Gusztáv | 1895                                                                           | st.                                                                            |
| Reiner Mária | 1896                                                                           | t.                                                                             |
| Császár Sarolta (*1874) [1899] | 1900                                                                           | t.                                                                             |
| Folbert Aladár (*1882) [1904] | 1905                                                                           | st.                                                                            |
| Rochi János (*1887) [1906] | 1907–1908                                                                      | st.                                                                            |
| Udvary Rozina (*1894 Apatin, +1968. június 17. Bad Bocklet) | 1912–1940.március 11.                                                          | t.                                                                             |
| Buschbacher Ferenc (*1886. február 13. Apatin, +1972. december 5. Bad Bocklet) [1909] | 1914                                                                           | st.                                                                            |
| Gutspelet József | 1914 után                                                                      | kt.                                                                            |
| Udvary Ferenc (*1896. december 8. Apatin) | 1914 után                                                                      | st., t., ig.                                                                   |
| Sauer Márton | 1914 után                                                                      | st.                                                                            |
| Bori Margit | 1914 után                                                                      | st.                                                                            |
| Lenz József Volkmar | 1914 után                                                                      | st.                                                                            |
| Setter Mária | 1914 után                                                                      | st.                                                                            |
| Horváth Ferenc | 1914 után                                                                      | st.                                                                            |
| Mayer Margit (*1902. június 25. Bán) | 1914 után                                                                      | st.                                                                            |
| Sajič Dragoslav | 1914 után                                                                      | t., ig.                                                                        |
| Bischof, Schvasz, Horváth urak, Gyarmatiné, és Héráné valamint a Kőnig házaspár | 1914 után                                                                      | st.                                                                            |
| Ahol: t. = tanító(nő), st. = segédtanító, kt. = kántortanító, ig. = igazgató, * = született, + = meghalt, Zárójelben a születés és halál ideje-helye, szögletes zárójelben a tanítói működés kezdete. A forrásmegjelölés nélküli adatok Johann Zeilertől származnak. Sematizmusra történő hivatkozás alatt minden esetben az adattár iskolai összefoglalás része értendő! Schlosser Ádám Sombereken járt iskolába, 1788-1799 között segédtanító volt Tolnán, majd Dunaföldváron, Szabadkán és Baján tanított, utána 1796-ban Dárdára került iskolamesternek, közben elvégezte a Pécsi Tanítóképzőt, 1799-ben Nagynyárádon tanított, s onnan került Bánba. Möhler Antal második felesége siklósi asszony volt (Sajgó Emília), ezért halálát talán ott kell keresni. Münz Vilmos valószínűleg azonos Münster Vilmossal. Faller Mátyásnak Rezső nevű gyermeke szintén tanító lett. Buschbacher Ferenc Apatinban végezte az elemi és polgári iskoláit, majd a bajai Tanítóképzőben szerzett oklevelet. Fiatal tanítóként Horvátfalván és Aparban működött. Felesége Udvary Rozina (Udvary Ferenc tanító húga) szintén tanítónő volt, aki báni működése után 1944-ig Apatinban tanított. Mayer Margit leánya volt Mayer József, s (1922. július 17-től) felesége Udvary Ferenc igazgató uraknak. Udvary Ferenc (és családja) 1945 után Magyarországra került, s ott is haltak meg. Sajič Dragoslav a szerb közösség tanára, néhány évig igazgatója volt a Felső Népiskolának. |                                                                                |                                                                                |

| Tanulólétszámok a baranyabáni római katolikus iskolában a történelmi források tükrében | Tanulólétszámok a baranyabáni római katolikus iskolában a történelmi források tükrében | Tanulólétszámok a baranyabáni római katolikus iskolában a történelmi források tükrében | Tanulólétszámok a baranyabáni római katolikus iskolában a történelmi források tükrében | Tanulólétszámok a baranyabáni római katolikus iskolában a történelmi források tükrében | Tanulólétszámok a baranyabáni római katolikus iskolában a történelmi források tükrében | Tanulólétszámok a baranyabáni római katolikus iskolában a történelmi források tükrében |
| Időpont                                                                                | Mindennapos oktatásban                                                                 | Mindennapos oktatásban                                                                 | Mindennapos oktatásban                                                                 | Mindennapos oktatásban                                                                 | Vasárnapi iskolában                                                                    | Összesen                                                                               |
| Időpont                                                                                | 6-12 éves                                                                              | 6-12 éves                                                                              | 13-15 éves                                                                             | 13-15 éves                                                                             | Vasárnapi iskolában                                                                    | Összesen                                                                               |
| Időpont                                                                                | fiú                                                                                    | lány                                                                                   | fiú                                                                                    | lány                                                                                   | Vasárnapi iskolában                                                                    | Összesen                                                                               |
| -------------------------------------------------------------------------------------- | -------------------------------------------------------------------------------------- | -------------------------------------------------------------------------------------- | -------------------------------------------------------------------------------------- | -------------------------------------------------------------------------------------- | -------------------------------------------------------------------------------------- | -------------------------------------------------------------------------------------- |
| 1810                                                                                   | -                                                                                      | -                                                                                      | -                                                                                      | -                                                                                      | -                                                                                      | 160                                                                                    |
| 1829                                                                                   | -                                                                                      | -                                                                                      | -                                                                                      | -                                                                                      | -                                                                                      | 129                                                                                    |
| 1840                                                                                   | -                                                                                      | -                                                                                      | -                                                                                      | -                                                                                      | -                                                                                      | 126                                                                                    |
| 1842                                                                                   | -                                                                                      | -                                                                                      | -                                                                                      | -                                                                                      | -                                                                                      | 139                                                                                    |
| 1845/46                                                                                | -                                                                                      | -                                                                                      | -                                                                                      | -                                                                                      | -                                                                                      | 192                                                                                    |
| 1846/47                                                                                | -                                                                                      | -                                                                                      | -                                                                                      | -                                                                                      | -                                                                                      | 202                                                                                    |
| 1848                                                                                   | -                                                                                      | -                                                                                      | -                                                                                      | -                                                                                      | -                                                                                      | 193                                                                                    |
| 1850                                                                                   | -                                                                                      | -                                                                                      | -                                                                                      | -                                                                                      | -                                                                                      | 193                                                                                    |
| 1852                                                                                   | -                                                                                      | -                                                                                      | -                                                                                      | -                                                                                      | -                                                                                      | 173                                                                                    |
| 1853                                                                                   | -                                                                                      | -                                                                                      | -                                                                                      | -                                                                                      | -                                                                                      | 180                                                                                    |
| 1855                                                                                   | -                                                                                      | -                                                                                      | -                                                                                      | -                                                                                      | -                                                                                      | 208                                                                                    |
| 1857                                                                                   | -                                                                                      | -                                                                                      | -                                                                                      | -                                                                                      | -                                                                                      | 167                                                                                    |
| 1858                                                                                   | -                                                                                      | -                                                                                      | -                                                                                      | -                                                                                      | -                                                                                      | 167                                                                                    |
| 1859                                                                                   | 180                                                                                    | 180                                                                                    | 180                                                                                    | 180                                                                                    | 111                                                                                    | -                                                                                      |
| 1860                                                                                   | 178                                                                                    | 178                                                                                    | 178                                                                                    | 178                                                                                    | 104                                                                                    | -                                                                                      |
| 1861                                                                                   | 169                                                                                    | 169                                                                                    | 169                                                                                    | 169                                                                                    | 104                                                                                    | -                                                                                      |
| 1862                                                                                   | 158                                                                                    | 158                                                                                    | 158                                                                                    | 158                                                                                    | 115                                                                                    | -                                                                                      |
| 1863                                                                                   | 158                                                                                    | 158                                                                                    | 158                                                                                    | 158                                                                                    | 115                                                                                    | -                                                                                      |
| 1864                                                                                   | 170                                                                                    | 170                                                                                    | 170                                                                                    | 170                                                                                    | 90                                                                                     | -                                                                                      |
| 1865                                                                                   | 98                                                                                     | 98                                                                                     | 98                                                                                     | 98                                                                                     | 154                                                                                    | -                                                                                      |
| 1866                                                                                   | 98                                                                                     | 98                                                                                     | 98                                                                                     | 98                                                                                     | 154                                                                                    | -                                                                                      |
| 1867                                                                                   | 178                                                                                    | 178                                                                                    | 178                                                                                    | 178                                                                                    | 154                                                                                    | -                                                                                      |
| 1881                                                                                   | -                                                                                      | -                                                                                      | -                                                                                      | -                                                                                      | -                                                                                      | 180                                                                                    |
| 1883                                                                                   | -                                                                                      | -                                                                                      | -                                                                                      | -                                                                                      | -                                                                                      | 180                                                                                    |
| 1885                                                                                   | -                                                                                      | -                                                                                      | -                                                                                      | -                                                                                      | -                                                                                      | 235                                                                                    |
| 1885. október 12.                                                                      | -                                                                                      | -                                                                                      | -                                                                                      | -                                                                                      | -                                                                                      | 259                                                                                    |
| 1887                                                                                   | -                                                                                      | -                                                                                      | -                                                                                      | -                                                                                      | -                                                                                      | 305                                                                                    |
| 1889                                                                                   | -                                                                                      | -                                                                                      | -                                                                                      | -                                                                                      | -                                                                                      | 313                                                                                    |
| 1891                                                                                   | -                                                                                      | -                                                                                      | -                                                                                      | -                                                                                      | -                                                                                      | 404                                                                                    |
| 1893                                                                                   | -                                                                                      | -                                                                                      | -                                                                                      | -                                                                                      | -                                                                                      | 415                                                                                    |
| 1895                                                                                   | -                                                                                      | -                                                                                      | -                                                                                      | -                                                                                      | -                                                                                      | 396                                                                                    |
| 1896                                                                                   | -                                                                                      | -                                                                                      | -                                                                                      | -                                                                                      | -                                                                                      | 486                                                                                    |
| 1900                                                                                   | 102                                                                                    | 99                                                                                     | 48                                                                                     | 45                                                                                     | -                                                                                      | 294                                                                                    |
| 1905                                                                                   | 92                                                                                     | 94                                                                                     | 43                                                                                     | 36                                                                                     | -                                                                                      | 265                                                                                    |
| 1907                                                                                   | 110                                                                                    | 106                                                                                    | 39                                                                                     | 45                                                                                     | -                                                                                      | 300                                                                                    |
| 1914                                                                                   | -                                                                                      | -                                                                                      | -                                                                                      | -                                                                                      | -                                                                                      | 226                                                                                    |
| 1942                                                                                   | -                                                                                      | -                                                                                      | -                                                                                      | -                                                                                      | -                                                                                      | 240                                                                                    |
| 1943                                                                                   | -                                                                                      | -                                                                                      | -                                                                                      | -                                                                                      | -                                                                                      | 292                                                                                    |
| A forrásmegjelölés nélküli adatok Johann Zeilertől származnak.                         |                                                                                        |                                                                                        |                                                                                        |                                                                                        |                                                                                        |                                                                                        |

### Hitélet
Valószínűleg a török előtt és alatt is katolikus magyarok lakták (amikor lakták) a települést, de vallásgyakorlásuk lehetőségéről csak feltételezésekre lehet hagyatkozni. Valószínűleg a faluban nem telepedett le egyetlen muzulmán vallású személy sem, ennek nincs sem építészeti, sem írásos nyoma. A településen öt felekezet hívei éltek. Néhány fő vagy egy-két család lutheránus (ágostai evangélikus), ők egyházigazgatásilag valószínűleg Pécshez tartoztak. Néhány család református (kálvinista), ők valószínűleg Magyarbólyhoz tartoztak. A falu egy-két családja izraelita volt, ők egyházigazgatásilag (1895-ben biztosan) Dárda hitközséghez tartoztak.
A településen eleinte többségben, majd az összlakosság felét, végül annak kb. harmadát kitevő ortodox felekezetnek volt először (fa)temploma. Nekik 1721-ben már volt ortodox plébániájuk két pópával: Lazar Petrovich és Banaier Constantin. A magyar kormányzótanács vallási bizottsága javasolta, hogy engedélyezzék egy falazott szerb templom építését faluban, amelyet 1769-ben Mária Terézia császárné jóvá is hagyott. Az Istenanya mennybevétele tiszteletére szentelt ortodox templom egyhajós épület, félköríves apszissal és a fő, nyugati homlokzat feletti kétemeletes harangtoronnyal. A templom hajója csehsüvegboltozatos, amelyet boltövek osztanak boltmezőkre. A boltöveket két oszlop tartja, mindegyik stilizált oszlopfővel. A szentély boltozatos félkupola. A templom téglából épült. A magas nyeregtetőt cserép borítja. A harangtorony karcsú barokk sisakját fémlemezekkel burkolták.
Legtöbb adat azonban a 19. század harmadik harmadára lassan dominánssá váló, végül az összlakosság 2/3-át kitevő római katolikusokról maradt fenn.

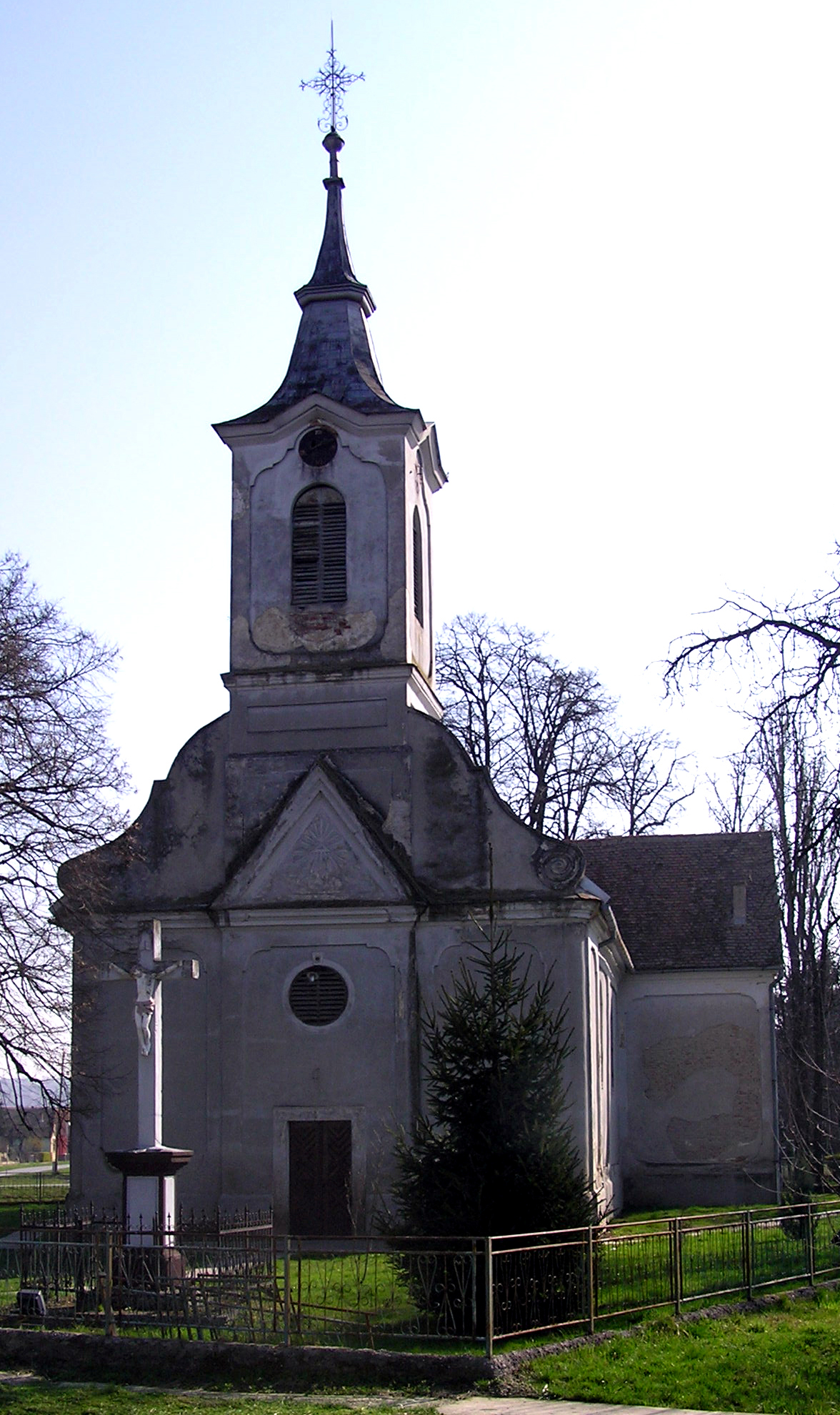
A római katolikus templom, főbejárat

1761-ben „a báni német alattvalók” kérték „a Császári és Királyi Kamara Bellyében székelő délmagyarországi Főadminisztrátor Urát, hogy kegyesen segítségükre legyen egy templom építésében”. Ebben az iratban hivatkoznak arra a kérelmezők, hogy „amikor Bann helység 11 évvel ezelőtt, 1750-ben német telepeseket kapott, ígéretet kaptunk, ha Bann–ban 30 ház felépül, templomot fogunk kapni”, majd az iratban odább: „ezidőben Bann-ban 72 házaspár (család) van.”
1764-ben a báni „leghűségesebb alattvalók” ismét „a legalázatosabban kérik” egy saját templom építését, és jelzik, hogy „Bann betelepítése óta több mint 110 házasság köttetett, a lélekszám pedig eléri a 441 főt.”
1768. május 30-án a „Bella (Bellye) Kamarai uradalom hűséges lakói a német Bonn faluból, valamint a falu bírája és esküdtei (képviselőtestülete) a Felséges Német-Római Császárnak, Jeruzsálemi Királynak, Ausztria Főhercegének és Toszkána Nagyhercegének” írt kérvényben egy templom építését kezdeményezték, mert „meg is lett ígérve nekünk egy Istenháza, ha 30 családot teszünk ki. De mostanra már túl vagyunk az említett számon és 168 családot értünk el!” Ezt a kérelmet egy ajánlás kíséretében 1769. január 5-én eljuttatták II. József császárhoz, aki a következő intézkedést hozta: „Jóváhagyom a benyújtott kérelmet és utasítom a Magyar Kamarát, hogy a tavasz beálltával mindjárt kezdesse meg Neubornban (Bánban) a templom építését, egyúttal haladéktalanul küldje be az építési költségvetést, és ezen túl is legyen a községnek segítségére abban, hogy a község kapjon alkalmas plébánost és tanítót, mindkettő német nemzetiségűt. József.” Dacára ennek a rendelkezésnek, a báni katolikus templom építése továbbra is elhúzódott.

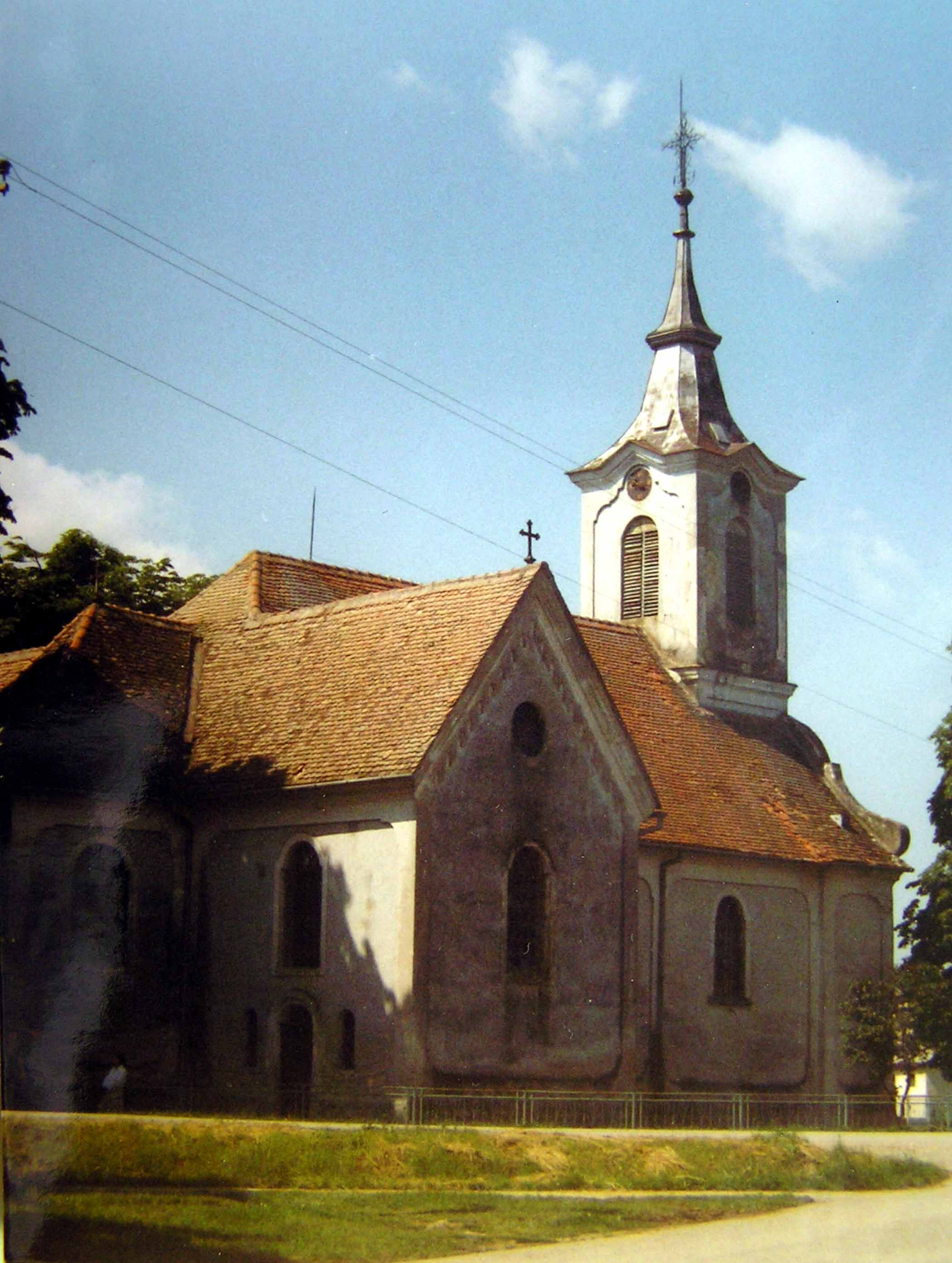
A római katolikus templom (délkeleti oldal)

Bán a római katolikus közigazgatásban 1951-ig a pécsi püspökség joghatósága alatt a baranyavári (1855–1859 között a dárdai) esperesi kerületben 1773-ig Luč (Lőcs) fíliája volt. Ekkor állt fel a baranyavári (Branjin Vrh) plébánia, s ennek lett filiája Pélmonostor (Beli Manastir) mellett Bán., 1951-ben XII. Piusz pápa a diakovari egyházmegyéhez kapcsolta.
A báni katolikus templomot 1778-ban a Magyar Udvari Kamara építette, Szent József tiszteletére szentelték. A templom akkor 9,5 öl hosszú és 5 öl széles volt.,
A báni plébánia 1789-ben állt fel. Ide tartozott filiaként a kezdetektől 1874-ig (saját plébánia alapításáig) Baranyakisfalud, Bodolya, Lak, 1857-ig Sárok. A plébánia iratai (a plébánia történetet leíró úgynevezett „Domestica” és az anyakönyvek stb.) a második világháború után (részben) az eszéki városi levéltárba kerültek.
A plébániaépület eredetileg parasztház volt, mely egyúttal szolgált imaháznak, 1789-ig iskolának, valamint tanítói lakásnak is.
1822-re a báni plébániaépület oly rossz állapotba került, hogy a plébánost és vendégeit majdnem agyonnyomta.
1826-ban megérkezett a pécsi püspöktől (az 1825-ben elhunyt Király I. Józseftől) kiutalt 1 000 Ft, a templom kegyurától (Habsburg Károly császári és királyi főhercegtől) pedig sikerült a szükséges építőanyagot beszerezni egy új plébániaépület felépítéséhez.
A század második felére már kicsinek bizonyult a templom a sok hívő számára, ezért azt 1860-ban két oldal-oratóriummal bővítették. Ekkortájt Franz Schlitter kisbirtokos jobbágy 5000 Ft-ot(!) adományozott három harang és egy toronyóra beszerzésére!, (5000 Ft abban az időben oly nagy összeg volt, hogy az információt fenntartással kell kezelni.)
| Popovac (Bán, Baranybán) római katolikus plébánosai működési idejük sorrendjében | Popovac (Bán, Baranybán) római katolikus plébánosai működési idejük sorrendjében | Popovac (Bán, Baranybán) római katolikus plébánosai működési idejük sorrendjében | Popovac (Bán, Baranybán) római katolikus plébánosai működési idejük sorrendjében | Popovac (Bán, Baranybán) római katolikus plébánosai működési idejük sorrendjében                  |
| báni működés ideje                                                               | Név                                                                              | születési-halálozási idő és hely                                                 | szentelés ideje                                                                  | működési helyek                                                                                   |
| -------------------------------------------------------------------------------- | -------------------------------------------------------------------------------- | -------------------------------------------------------------------------------- | -------------------------------------------------------------------------------- | ------------------------------------------------------------------------------------------------- |
| 1789. március 1. – 1796                                                          | Missich Gergely                                                                  | *1751. március 1., Plávna (Bács vármegye)                                        | 1778. március 14.                                                                | Cerna, Vörösmart, Himesháza, Pécs Szent Ágoston plébánia. 1796-ban kinevezték szajki plébánosnak. |
| 1796–1800                                                                        | P. Nissak Paszkal Ágoston OSF                                                    | *1756, Buda; †1800. december 27., Bán                                            | -                                                                                | 1790-ig Mohács, 1796-ig Himesháza                                                                 |
| 1801. január 21. – 1815                                                          | Szentmiklóssy György                                                             | *1770. április 18., Neviczke (Ung vármegye); †1815. december 28., Bán            | 1794. április 19.                                                                | 1794-től Egerág                                                                                   |
| 1816. január 16. – 1822. május 11.                                               | Rozsányi János                                                                   | *1768; †1822. május 11., Bán                                                     | -                                                                                | Vörösmart, Villány                                                                                |
| 1822–1845                                                                        | Mestrovics József                                                                | *1778; †1845. január 15., Bán                                                    | -                                                                                | 1805-től Görcsöny, 1817-től Bogád (plébános)                                                      |
| 1845–1870                                                                        | Sághy Lipót Ferenc                                                               | *1802, †1872. június 26.                                                         | -                                                                                | 1834-től Bellye, 1839-től Vörösmart plébánosa                                                     |
| 1870–1905                                                                        | Uray (Hermann) Attala                                                            | *1832. december 3.; †1905. december 31., Bán                                     | -                                                                                | Vörösmart                                                                                         |
| 1905–1934                                                                        | Zádor (Zvonicsek) Alajos                                                         | *1858. június 21.; †1934. január 1., Bán                                         | -                                                                                | 1887-től Vörösmart, 1901–1905 között a dárdai, 1907-től a baranyavári esperesi kerület főesperese |
| 1934– (1964-ig biztosan)                                                         | Hanauszka Viktor (Vladimir, Vladoje)                                             | *1891. szeptember 3., Crnkovci (Szlavónia)                                       | 1917                                                                             | -                                                                                                 |